# Flowervale Street
Flowervale Street es una próxima película estadounidense de ciencia ficción escrita, coproducida y dirigida por David Robert Mitchell. Está protagonizada por Anne Hathaway, Ewan McGregor, Maisy Stella y Christian Convery.
Flowervale Street está programada para ser estrenada por Sony Pictures Releasing (USA) y Warner Bros. Pictures (España) en los Estados Unidos el 16 de mayo de 2025. 

## Elenco
- Anne Hathaway
- Ewan McGregor
- Maisy Stella
- Christian Convery
- Jordan Alexa Davis
- P. J. Byrne
- Hudson Meek

## Producción

### Desarrollo
En marzo de 2023, se estaba desarrollando una película sin título dirigida, escrita y coproducida por David Robert Mitchell, con JJ Abrams y Hannah Minghella como productores para Bad Robot y con Matt Jackson como productor para Jackson Pictures. Anne Hathaway fue elegida para el papel principal. 
En febrero, Ewan McGregor se unió al elenco de la película,  y Maisy Stella y Christian Convery se unieron en marzo.   A finales de marzo, se reveló que el título era Flowervale Street .  En abril, Jordan Alexa Davis y PJ Byrne completaron el elenco. 

### Rodaje
La fotografía principal comenzó el 22 de marzo de 2024 en Londres y Atlanta.  

## Estreno
Está previsto que Flowervale Street se lance en los Estados Unidos el 16 de mayo de 2025. 